# Ascomorpha agilis
Ascomorpha agilis is een raderdiertjessoort uit de familie Gastropodidae. De wetenschappelijke naam van deze soort is voor het eerst geldig gepubliceerd in 1893 door Zacharias.